# Carapito
Carapito ist eine von 13 Gemeinden des portugiesischen Kreises Aguiar da Beira. In Carapito leben 423 Einwohner (Stand 19. April 2021) auf einer Fläche von 17,3 km².